# Istoria filozofiei românești

## Dimitrie Cantemir
Între anii 1688 - 1691 Dimitrie Cantemir fiind ostatec la Constantinopol urmează cursurile Academiei grecești din capitala imperiului otoman. În 1712 se mută la Moscova prilej care îi oferă posibilitatea să aloce studiului peste 12 ore pe zi. Având o sete de cunoaștere deosebită reușește să învețe și să vorbească cursiv peste 12 limbi, iar ca domenii de insteres pe care acesta le și stăpânea pot fi menționate: logica, etica, teologia, istoria, geografia, muzica și arhitectura. 
Prin vastitatea cunoștințelor Cantemir reușește să-și creeze un renume în plan internațional, iar în anul 1714 meritele îi sunt recunoscute oficial prin alegerea acestuia ca membru al Academiei din Berlin. Contactul cu civilizația occidentală îl păstrează prin diversele lucrări pe care le studiază în orele alocate studiului, dar și prin corespondența pe care o întreține cu Leibniz. Datorită erudiției desosebite Cantemir își câștigă și un renume de consilier astfel că devine unul din cei trei membri ai Consiliului intim al țarului Petru cel Mare.
Din opera sa filosofică pot fi amintite lucrările Divanul lumii cu înțeleptul (sau Giudețul sufletului cu trupul), Sacro-sanctae sientiae indepingibile imago, Compiendiolum universae logices institutiones, Ioannis Baptistae Van Helmont, Physices universalis doctrina et Christianae fidei congrua et necessaria philosophia.
Chiar dacă civilizația occidentală din perioada în care Cantemir studia la Constantinopol era revoluționată de scrierile lui Thomas Hobbes, John Locke, Rene Descartes, Isaac Newton, influența majoră asupra concepțiilor filosofice a lui Cantemir este exercitată de Jean Baptiste van Helmont. Cantemir îi dedică acestuia și o lucrare, Laus Van-Helmont în care își exprimă admirația și recunoștința față de medicul și alchimistul olandez. Privit prin prisma lui Helmont se poate face o primă descriere a ideilor filosofice ale lui Cantemir: tendința spre empirism, misticism și o dezaprobarea a scolasticii.
Lucrarea Divanul lumii cu înțeleptul (Giudețul sufletului cu trupul) este 
scrisă sub forma unui dialog. Lucrarea are ca scop demonstrarea caracterulului trecător al vieții și necesitatea de a privi lumea ca pe o înfăpturie a dorinței divine. Personajele dialogului sunt înțeleptul și lumea primul fiind cel care se ridică deasupra deșertăciunilor și remarcă faptul că lumea e mai rea decât tâlharii deoarece aceștia distrug doar trupul pe când lumea în genere este capabilă să distrugă sufletul. 
În această lucrare Cantemir este influențat de două mari concepții despre lume: pe de o parte teologia biblică, iar pe de altă parte stoicismul.